# Não inscritos (Parlamento Europeu)
Os deputados não-Inscritos (em inglês, Non-Attached Members ou Non-Inscript Members, também denominados pelas siglas NA ou NI) são membros do Parlamento Europeu que não se sentam com nenhum dos grupos parlamentares oficiais existentes do Parlamento Europeu.
Segundo as regras atuais, para formar um grupo parlamentar esse grupo tem que ter 25 membros de 7 países diferentes e que tenham uma linha ideológica coerente, pois no passado houve uma tentativa de criar um grupo diverso ideologicamente no Parlamento Europeu (Grupo Técnico dos Independentes) mas tal foi dissolvido por não ter qualquer tipo de coerência ideológica.
Atualmente, a maior parte dos seus membros são partidos eurocéticos.

## Deputados por legislativas
| Data | Deputados | +/- | Notas                                  |
| ---- | --------- | --- | -------------------------------------- |
| 1979 | 11 / 410  |     |                                        |
| 1984 | 15 / 434  | 4   |                                        |
| 1989 | 11 / 518  | 4   |                                        |
| 1994 | 33 / 567  | 22  |                                        |
| 1999 | 10 / 626  | 23  |                                        |
| 2004 | 32 / 732  | 22  |                                        |
| 2009 | 27 / 736  | 5   |                                        |
| 2014 | 52 / 751  | 25  |                                        |
| 2019 | 57 / 751  | 5   | Antes do Brexit (Até a 31/01/2020)     |
| 2019 | 29 / 705  | 28  | Após o Brexit (A partir de 31/01/2020) |
| 2024 | 33 / 720  | 4   |                                        |

## Membros - Composição Atual (2019-2024)
| País       | Partido | Partido                                         | Afiliação | Afiliação                    | Deputados |
| ---------- | ------- | ----------------------------------------------- | --------- | ---------------------------- | --------- |
| Alemanha   |         | Bündnis Sahra Wagenknecht                       |           | Nenhuma                      | 6 / 96    |
| Alemanha   |         | Die PARTEI                                      |           | Nenhuma                      | 2 / 96    |
| Alemanha   |         | Partido do Progresso                            |           | Nenhuma                      | 1 / 96    |
| Alemanha   |         | Maximilian Krah (Alternativa para a Alemanha)   |           | Nenhuma                      | 1 / 96    |
| Chéquia    |         | Partido Comunista da Boêmia e Morávia           |           | Partido da Esquerda Europeia | 1 / 21    |
| Chéquia    |         | Democratas Unidos - Associação de Independentes |           | Nenhuma                      | 1 / 21    |
| Chipre     |         | Fidias Panayiotou (Independente)                |           | Nenhuma                      | 1 / 6     |
| Eslováquia |         | Direção - Social-Democracia                     |           | Partido Socialista Europeu   | 5 / 15    |
| Eslováquia |         | Voz - Social-Democracia                         |           | Partido Socialista Europeu   | 1 / 15    |
| Eslováquia |         | Milan Mazurek (República)                       |           | Nenhuma                      | 1 / 15    |
| Espanha    |         | Acabou-se a Festa                               |           | Nenhuma                      | 3 / 61    |
| Espanha    |         | Juntos pela Catalunha                           |           | Nenhuma                      | 1 / 61    |
| Grécia     |         | Partido Comunista da Grécia                     |           | Ação Comunista Europeia      | 2 / 21    |
| Grécia     |         | Movimento Democrático Patriótico - Vitória      |           | Nenhuma                      | 1 / 21    |
| Grécia     |         | Rumo da Liberdade                               |           | Nenhuma                      | 1 / 21    |
| Polónia    |         | Movimento Nacional                              |           | Nenhuma                      | 2 / 53    |
| Polónia    |         | Confederação do Coroa Polaca                    |           | Nenhuma                      | 1 / 53    |
| Roménia    |         | S.O.S Roménia                                   |           | Nenhuma                      | 2 / 33    |